# Nicolas Chambon
Nicolas Chambon de Montaux, alias Joseph Chambon, (Limeil-Brévannes, 21 settembre 1748 – Parigi, 2 novembre 1826), è stato un medico e politico francese, sindaco di Parigi dal dicembre 1792 al febbraio 1793.

## Biografia
Primario alla Salpêtrière, primo medico dell'armata, ispettore degli ospedali militari, membro della Société royale de médecine, scrisse numerose opere di medicina ed entrò poi in politica nel 1789.
Quello stesso anno divenne commissario per la proclamazione delle cure costituzionali di Parigi, amministratore delle imposte e finanze della città nel 1790, membro della società dei giacobini. Medico di Jacques Pierre Brissot, venne eletto sindaco di Parigi il 1º dicembre 1792, succedendo a Jérôme Pétion de Villeneuve. Avendo accettato l'incarico contro voglia, venne sopraffatto dagli avvenimenti e accusato di moderazione. Rassegnò le dimissioni il 4 febbraio 1793 a seguito delle proteste suscitate per via dell'interdizione de L'Ami des lois. Si ritirò a Blois allo scopo di farsi dimenticare.